# Nans Nous

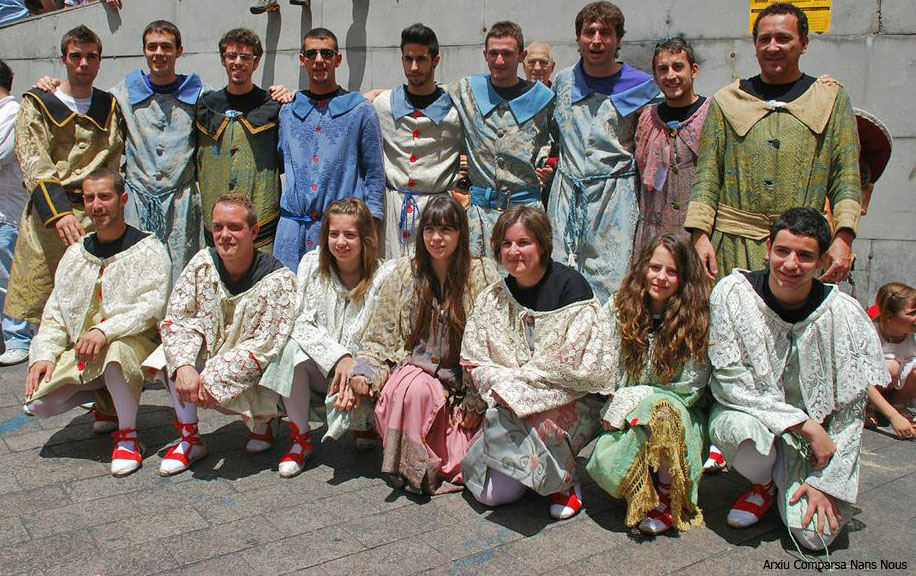
Vestits al llarg de la història de la comparsa

Els Nans Nous és una comparsa de la Patum de Berga. El 1890 els Nans Nous van ser l'última comparsa introduïda.
Els Nans Nous són quatre capgrossos diferents que representen dues parelles, una de jove i l'altra de vella, que ballen als acords d'una airosa i juganera melodia que és, possiblement, la més popular i divulgada de les músiques de la Patum.

## Història
El 1890 l'Ajuntament de Berga adquirí els Nans Nous per substituir els Nans Vells que es trobaven en molt mal estat.
A partir del 1892 les dues colles de Nans berguedans actuaren conjuntament a la Patum fins al 1907. L'any següent, els Nans Nous foren arraconats a causa del seu mal estat de conservació i deixaren d'actuar durant una dècada. El 1919, per voluntat popular, es tornaren a reincorporar a la representació

### Vestits nous

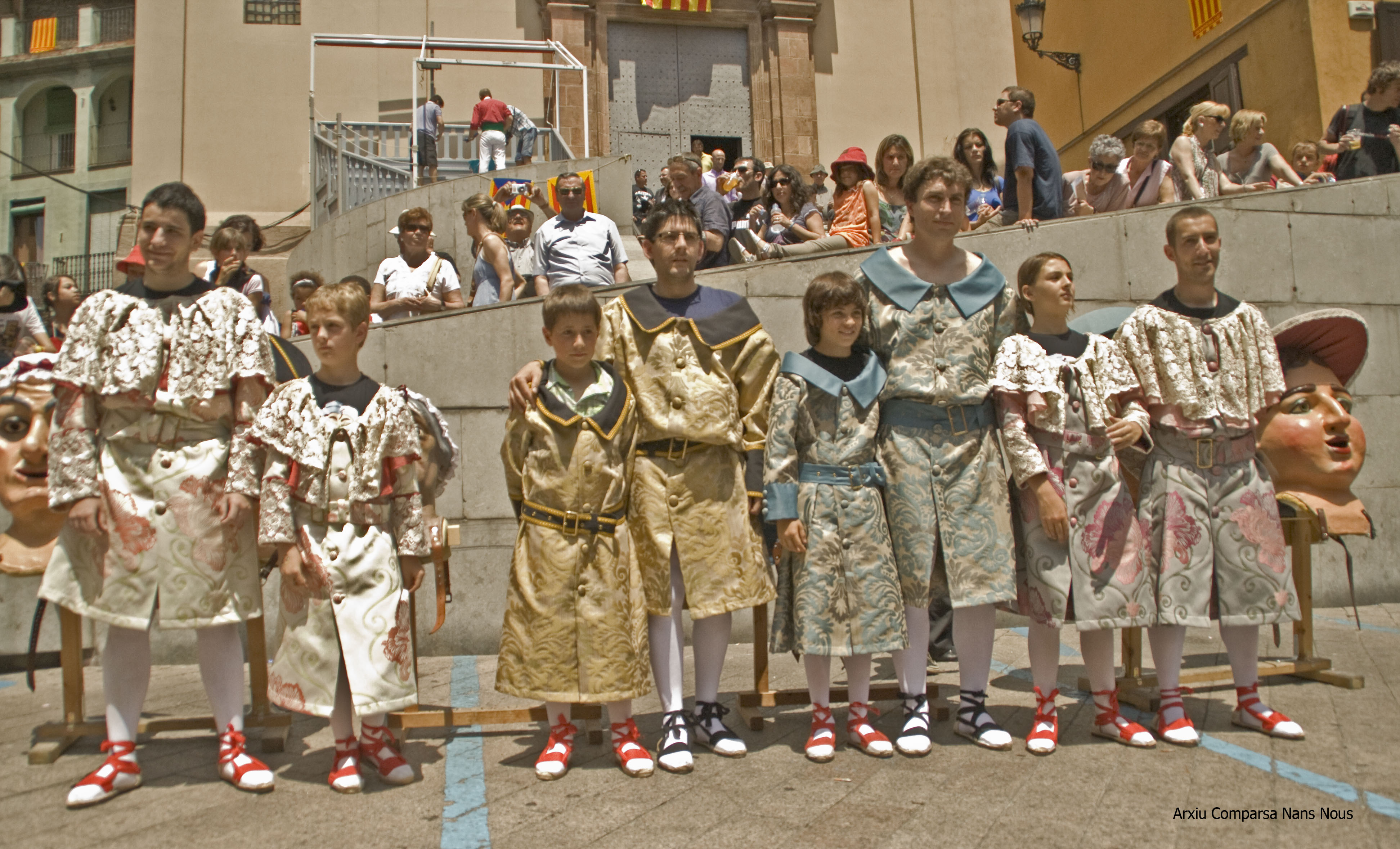
Estrena dels vestits dels Nans Nous a la Patum de dijous de Lluïment de 2012

L'any 2012 la comparsa va estrenar vestits nous. Es va personalitzar la indumentària jugant amb les característiques de
cada cap. També es van canviar els tratges de la Patum Infantil. Aprofitant aquest fet es va fer una sessió fotogràfica amb els vestits que es conserven per veure com ha anat evolucionant la vestimenta.

## Ball
Els Nans Nous són la darrera comparsa que actua a la plaça. El seu ball és alegre i comencen picant cinc cops de mans
(gest que el poble també imita), saltant i tornant a lloc agafant-se del braç amb el nan que tenen al davant i al costat. Després
van al mig amb una rotllana amb forma d'estrella i donnen la volta saltant, fins a tornar al lloc d'origen. La darrera
part del ball és la més dinàmica, "la cadena" on els balladors entregats salten sentint els crits del poble enfervorit i el
ritme trepidant de la música. La peça musical és del berguedà Joaquim Serra i Farriols.

## Composició de la comparsa
A principis del segle xxi, la comparsa estava integrada per dotze membres. Per cada cap hi havia tres persones. Es va decidir fer aquest repartiment per adaptar-se a la realitat dels darrers anys i donar resposta a la demanda creixent de salts que hi havia. La resta de salts es repartien.

### Cap de colla
L’actual cap de colla és el Sr. Jordi Isanta qui va agafar el relleu del Sr. David Cussà que ho va ser des de l’any 2013 fins al febrer del 2021.
L'any 2013, es va produir el relleu de cap de colla. El Sr. David Cussà Mollón, a partir de la finalització de la Patum de 2013, va substituir el cap de colla sortint, Sr. Ramon Prat i Serra. El cap de colla es triava per votació.

## Patum infantil
La comparsa té molt clar que el futur ve, principalment, de la Patum Infantil i els nois i noies que pugen van nodrint la comparsa.